# Strigulales
Die Strigulales sind eine Ordnung der Pleosporomycetidae innerhalb der Abteilung der Schlauchpilze. Es handelt sich um Flechtenbildner.

## Merkmale
Die Strigulales besitzen krustenförmigesWachstum. Der Thallus kann eine Rinde besitzen. Der Photobiont sind trentepohlioide Grünalgen. Die perithecienähnlichen Fruchtkörper besitzen ein ausgeprägtes oder selten auch reduziertes Involucrellum (verhärtete, schwärzliche Hülle des Flechtenperitheciums) und ein psoroplectenchymatischen Excipulum, d. h. die Struktur um die Fruchtkörper ist schuppig. Die Physen sind unverzweigt, selten auch verzweigt, und manchmal auch anastomisierend, d. h. sie besitzen Querverbindungen, besitzen aber niemals eine netzartige Struktur. Die Schläuche sind bitunikat (zweiwandig), fissitunikat (das heißt, der Schlauch ist teleskopartig ausgebildet) mit einer augenförmigen Kammer. Sie sind spindelförmig bis länglich, einfach septiert, selten drei- bis siebenfach septiert bis mauerförmig. Die Sporen sind durchscheinend. Bei der Nebenfruchtform werden die Konidien in Pyknidien gebildet. Die Makrokonidien sind typischerweise septiert bis mauerförmig und besitzen gelatinöse Anhängsel. Sie produzieren keine Flechtenstoffe. Nur in der Gattung Flavobathelium wurden kristalline Anthrachinonpigmente gefunden.
Die Ordnung unterscheidet sich von den meisten Vertretern der Trypetheliales durch echt septierte Sporen mit wenigen Septen und dem Fehlen von sekundären Produkten, den Flechtenstoffen. Von Monoblastiales und auch Trypetheliales unterscheiden sie sich durch die unverzweigten Physen und den Makrokonidien mit den gelatinösen Anhängseln.

## Lebensweise und Verbreitung
Vertreter der Strigulales sind Flechtenbildner mit trentepohlioide Grünalgen als Partner. Es sind Krustenflechten, die meist epiphytisch auf Blättern, Rinden oder Felsen wachsen. Auf Blättern wachsen sie unter oder auf der Cuticula, auf Rinde innerhalb oder auf der Borke.

## Systematik und Taxonomie
Die Ordnung der Strigulales mit der vorerst einzigen Familie Strigulaceae wurde 2013 von Robert Lücking, Matthew P. Nelsen und Kevin David Hyde erstbeschrieben. Die Familie der Tenuitholiascaceae mit der einzigen Gattung Tenuitholiascus und deren einziger Art Tenuitholiascus porinoides wurde dann 2020 beschrieben und in die Ordnung der Strigulales gestellt.
Mit Stand Mai 2022 besteht die Ordnung daher aus zwei Familien mit einer bzw. 13 Gattungen:
- Strigulaceae
  - Dichoporis mit 18 Arten
  - Flagellostrigula mit nur einer Art
  - Flavobathelium mit nur einer Art
  - Phyllobathelium mit 8 Arten
  - Phyllocharis mit nur einer Art
  - Phyllocraterina mit 2 Arten
  - Phylloporis mit 10 Arten
  - Puiggariella mit 3 Arten
  - Raciborskiella mit 2 Arten
  - Racoplaca mit 5 Arten
  - Serusiauxiella mit 3 Arten
  - Strigula mit 30 Arten
  - Swinscowia mit 33 Arten

- Tenuitholiascaceae
  - Tenuitholiascus mit nur einer Art